# 亡刃
亡刃（英語：Corvus Glaive），是漫威漫畫中的虛構超級反派角色，由作家喬納森·希克曼和藝術家吉姆·張所創作。亡刃首次於《無限：免費漫畫日》中登場。亡刃是為薩諾斯工作的外星人團隊闇黑號令的重要成員之一。

## 人物
亡刃是闇黑號令的成員之一。因為超卓的戰術能力而被選中，並任命領導團隊。他亦是同隊成員暗夜比鄰星的丈夫。亡刃的第一個命令是攻擊地球取悅他的主人。他攻擊了琴·葛雷高等學校後因烏木喉找到了薩諾斯的兒子薩尼（Thane）時被喚走。亡刃曾被亥伯龍消滅，薩諾斯和暗夜無星被薩尼封印在一個琥珀中，但由於亡刃的長柄刀，亡刃能夠自我復元並恢復正常。薩諾斯和暗夜無星在亡刃和納摩會面後被納摩釋放了。
後來亡刃打算背叛薩諾斯建立自己的軍隊，被薩諾斯發現後，為了免受薩諾斯的折磨，亡刃破壞自己的長柄刀後自殺。在闇黑號令重組時，亡刃從死裡復活。經過一連串的事件後，亡刃因霹靂火的死而激怒了小淘氣，最後被小淘氣殺死。

## 能力
亡刃擁有超人的力量、速度和耐久力，其武器長柄刀更能讓他傷害自癒、長生不老。只要刀不斷，亡刃即永不死去。

## 其他媒體

### 電影
- 漫威電影宇宙：由美國男演員麥可·詹姆士·蕭（英语：Michael James Shaw）飾演亡刃。
  - 《復仇者聯盟3：無限之戰》（2018年）
  - 《復仇者聯盟4：終局之戰》[1]（2019年）

### 電視
- 《復仇者聯盟：正義出擊（英语：Avengers Assemble (TV series)）》：由大衛·凱伊（英语：David Kaye (voice actor)）配音。
- 《銀河守護隊（英语：Guardians of the Galaxy (TV series)）》：由大衛·凱伊配音。
- 漫威電影宇宙
  - 《無限可能：假如…？》第一季（2021年）[2]：動畫劇集，由弗瑞德·塔塔薛瑞（英语：Fred Tatasciore） 聲演亡刃。

### 遊戲
- 《Marvel：復仇者聯盟（英语：Marvel: Avengers Alliance）》
- 《漫威：未來之戰》：手機遊戲，亡刃（掠鴉凶刃）是玩家可使用角色之一[3]。
- 《漫威超級戰爭》

## 外部連結
- Corvus Glaive （页面存档备份，存于） 漫畫書數據庫
- Corvus Glaive （页面存档备份，存于） 超級英雄數據庫
- Corvus Glaive （页面存档备份，存于） 漫威維基百科